# Basicò
Basicò (Basicò in siciliano) è un comune italiano di 664 abitanti della città metropolitana di Messina in Sicilia.

## Origini del nome
Il nome Basicò sostituisce nel 1862 quello di Casalnuovo, in ricordo dell'antico monastero delle Clarisse di Santa Maria di Basicò, esistente al tempo di Federico II di Svevia. Il toponimo Basicò, come risulta da molte fonti, probabilmente deriva dal greco basilikòn "regale" giacché, al tempo di Federico II, le clarisse pregavano in perpetuo per sua maestà, o da basilikòn nel senso di "tempio" o "cappella regale".

## Storia

### Simboli
Lo stemma e il gonfalone sono stati concessi con decreto del presidente della Repubblica del 4 agosto 1960. Vi è rappresentato un casale fondato su una verde collina, con riferimento al precedente toponimo Casalnuovo.
Il gonfalone è un drappo di azzurro.

## Monumenti e luoghi d'interesse

### Architetture religiose
- Chiesa di San Francesco d'Assisi (XVI secolo): a tre navate, presenta al suo interno tracce di evidenti ammodernamenti avvenuti nel corso dei secoli. Al suo interno ospita il piccolo museo parrocchiale. A destra della chiesa il campanile alto circa 22 metri, costruito in varie fasi (1700, 1713, 1804), dotato di 6 campane. Dal 1876 il campanile è dotato di orologio che scandisce i quarti e le ore.
- Chiesa di San Biagio (XVI secolo circa): a navata unica, presenta al suo interno maggiore in legno del XVIII secolo e la statua di San Biagio del XVII secolo.
- Chiesa di Santa Maria (XII secolo): è il primo edificio religioso di Basicò, eretto nel 1262. Nel 1933 fu chiusa al culto per motivi di sicurezza e degradò nel 1943. Nel 1986 fu abbattuta e su parte della sua area fu costruito l'odierno palazzo municipale, di fronte al quale sono evidenti i resti delle antiche cripte.

### Architetture civili
- Palazzo baronale De Maria (XVI secolo): residenza nobiliare fino al 1812, ristrutturato nel 2005, è oggi luogo di convegni e cerimonie. Il palazzo ospitò tutte le famiglie feudali basicotane. I primi ad insediarsi furono i Lanza (1360), poi abbiamo i Marullo (1539), i Saccano (1570), i Naselli (1740) ed infine i baroni De Maria (1766-1919). La struttura è quella di un tipico baglio siciliano. Troviamo un edificio principale a 3 piani: una volta abitazione del barone, oggi ospita una delle più grandi biblioteche della zona con oltre 1000 volumi e 3 sale lettura. Di fronte ad esso troviamo quella che era l'abitazione dei subalterni; tra i due corpi è situata un'ampia terrazza da cui è possibile osservare il paese dall'alto. Il resto della struttura era adibito alla funzione di magazzini e stalle, adesso troviamo una sala congressi e un piccolo museo. Quest'ultimo denominato "Museo Arti e Tradizioni" è stato realizzato grazie alla donazione di utensili, attrezzi e foto da parte della popolazione basicotana. Questo è suddiviso in due sezioni, in una troviamo tutto ciò che è concerne alla lavorazione del pane, dalla mietitura del grano all'impasto. L'altra sezione è invece dedicata alla lavorazione dei formaggi in particolare della provola basicotana, la cui sagra è tra le più antiche di Sicilia (la prima edizione si svolse nel 1972, proprio nel baglio del Palazzo Baronale). Il baglio del palazzo baronale viene inoltre usato, come da tradizione, dalla compagnia teatrale locale per dar vita alle proprie commedie nella suggestiva cornice storica-architettonica.
- Palazzo Foti (XVII secolo): sorto su di una costruzione del Quattrocento, di cui conserva alcuni archi ogivali, fu sede del Governatore e poi residenza dei baroni Foti. Fu costruito in stile barocco liparoto alla fine del XVIII secolo e mostra un bel portale d'ingresso. Oggi appartiene alla Fondazione Ignazio Foti. Purtroppo versa in un avanzato stato di degrado[7].

### Aree naturali
Siti d'interesse archeologico sono Monte Pito e Gittunita, dove imponenti massi raffiguranti figure zoomorfe risalgono al periodo dei Siculi e dei Sicani.

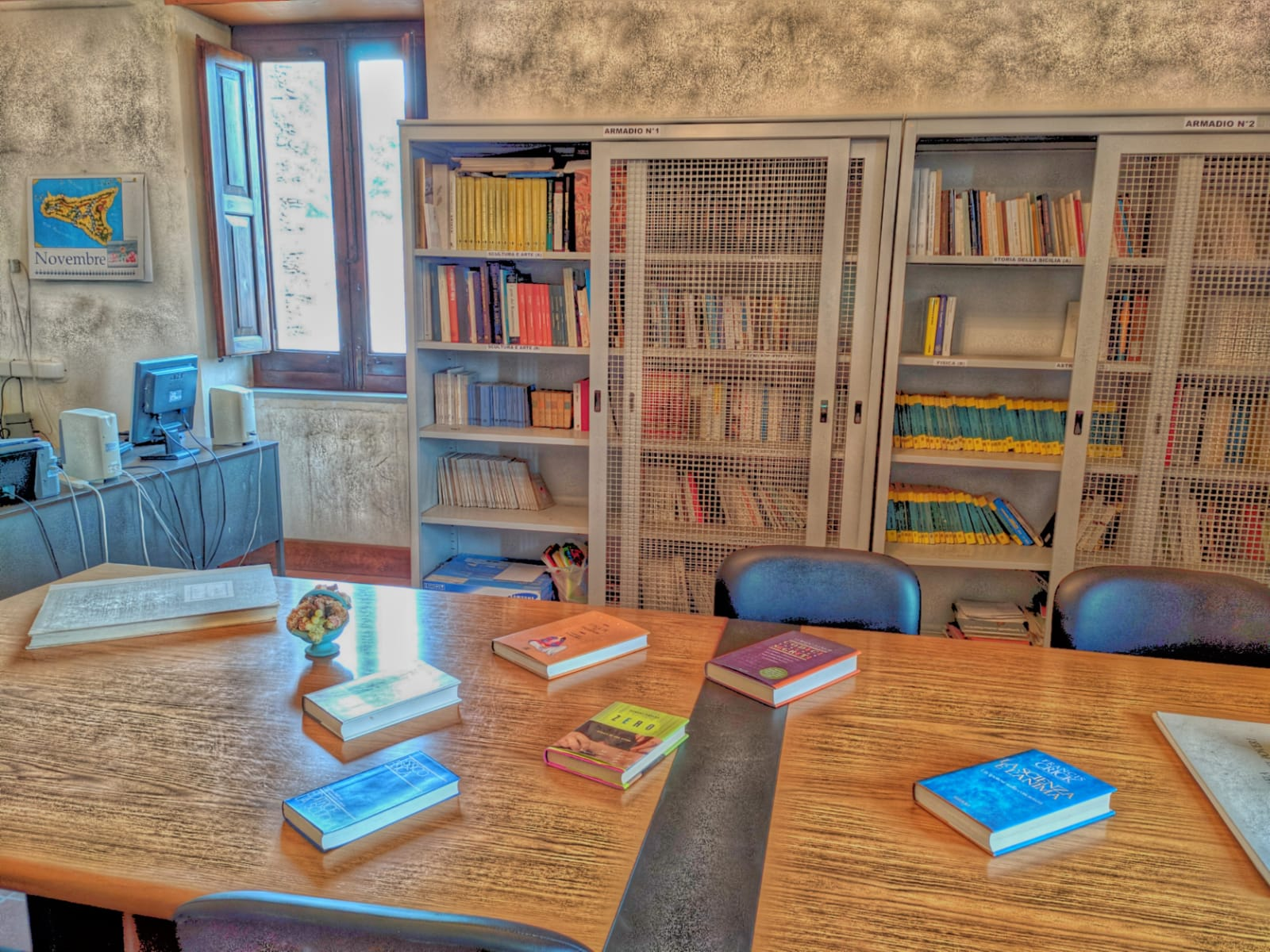
Biblioteca del Palazzo Baronale

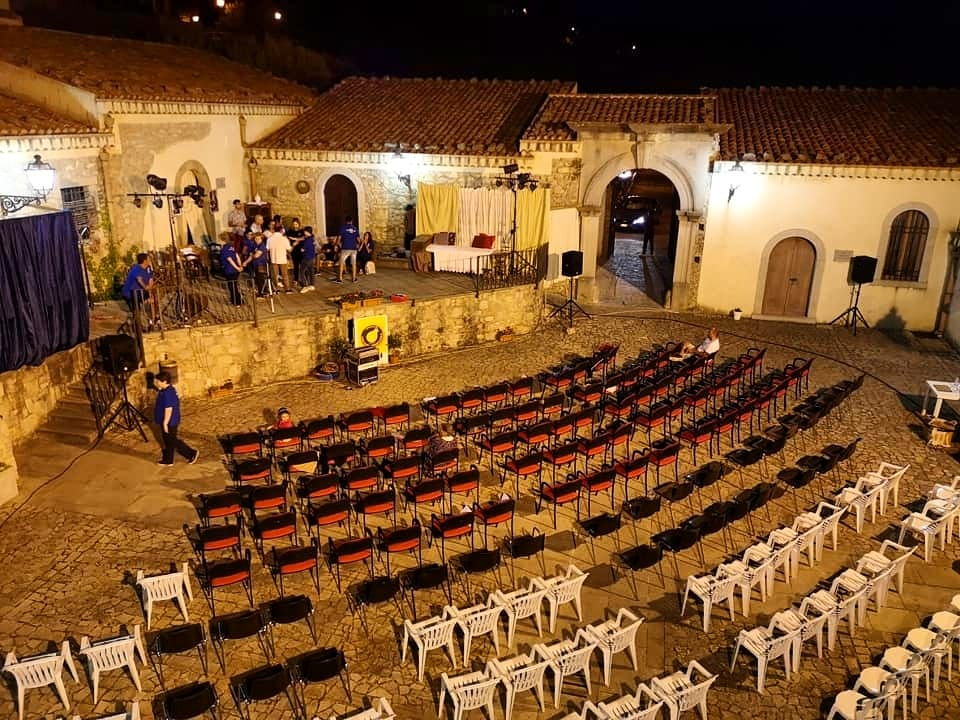
Baglio del Palazzo Baronale poco prima di un'esibizione

## Società

### Evoluzione demografica
Abitanti censiti

## Cultura

### Eventi
- 21 giugno: Festa della Musica
- 19 agosto: Sagra della Provola Basicotana
- 21 agosto: Solenne Processione di Maria SS. di Basicò
- 4 ottobre: Solenne Processione di S. Francesco di Assisi

## Infrastrutture e trasporti

### Strade
Basicò è interamente attraversato e si estende lungo la .
Il territorio comunale è attraversato, inoltre, anche da altre direttrici stradali provinciali: 
- , collega la contrada Santa Barbara del Comune di Montalbano Elicona
- , collega il Comune di Tripi

Il comune di Basicò non è raggiungibile direttamente tramite autostrada, il casello autostradale più vicino è quello di  Falcone ,  Messina-Palermo.

### Ferrovie
Basicò è servito dalla ferrovia Palermo-Messina.
La stazione ferroviaria è situata nella frazione "Vigliatore", facente parte del comune di Terme Vigliatore.
Presso la stazione è altresì disponibile il servizio di autotrasporto Uber prenotabile tramite App.

### Mobilità urbana
I trasporti interurbani di Basicò vengono svolti con autoservizi di linea gestiti da AST.

## Amministrazione
Il comune di Basicò fa parte delle seguenti organizzazioni sovracomunali: regione agraria n.9 (colline litoranee di Milazzo).

## Sport
Basicò è dotata di campo di calcio a 5, campo di pallavolo, maneggio, kartodromo e pista di motocross.